# 吳嶽秀
吳嶽秀（1550年—？），字幼鍾，號念郁，直隸安慶府懷寧縣人，民籍，明朝政治人物。

## 生平
萬曆四年丙子科應天府鄉試第一百十六名，萬曆八年（1580年）庚辰科会试第二百九十名，三甲第二名進士。刑部觀政，本年授中书舍人。十三年三月选授南京吏科给事中，十五年养病。
萬曆二十一年（1593年）起补吏科給事中，本年升户科右給事中，转吏科左，差巡视太仓，借星變之機上疏神宗儘早立儲，又彈劾貴戚鄭成憲，直聲震朝廷。二十二年升禮科都給事中，本年告病。二十六年起补工科都，本年出為河南右参政兼副使，不到一月便稱疾乞归。入祀鄉賢祠。私谥直方先生。

## 家族
曾祖吳綱；祖父吳錦；父吳宗周，曾任南京戶部主事。母劉氏。